# Rieclachan
Rieclachan war eine Whiskybrennerei in Campbeltown, Kintyre, Argyll and Bute, Schottland. Der erzeugte Brand war somit der Whiskyregion Campbeltown zuzuordnen.

## Geschichte
Die Brennerei wurde 1825 von J. Ferguson, J. Harvey, A. Mitchell und A. Wylie gegründet und lag an der Longrow, der Hauptstraße der Stadt, zwischen den Brennereien Campbeltown und Glengyle. Die Brennerfamilie Mitchell leitete den Betrieb bis zu seiner Schließung im Jahre 1934. Rieclachan war die vorletzte von 18 Brennereien, die zwischen 1921 und 1936 in Campbeltown geschlossen wurden. Mit der Aufgabe der Benmore-Brennerei kam es 1936 zur bisher letzten Schließung einer Whiskybrennerei in Campbeltown. Insbesondere die Lagerhäuser der Brennerei sind bis heute teilweise erhalten geblieben.
Als Alfred Barnard im Rahmen seiner bedeutenden Whiskyreise im Jahre 1885 die Brennerei besuchte, verfügte sie über eine jährliche Produktionskapazität von 70.000 Gallonen. Es standen je eine Grobbrandblase (Wash Still) und eine Feinbrandblase (Spirit Still) mit Kapazitäten von 2139 beziehungsweise 1600 Gallonen zur Verfügung.

## Weitere Informationen
- Informationen auf scotlandsplaces.gov.uk